# Cyryl Nowojezierski
Cyryl Nowojezierski (ur. w XIV w. w Galiczu, zm. 4 lutego 1523 w Monasterze św. Cyryla Nowojezierskiego na wyspie Krasnej na Jeziorze Nowym) – święty mnich Rosyjskiego Kościoła Prawosławnego. 

## Życiorys
Według hagiografii urodził się w bogobojnej rodzinie prawosławnej. W młodym wieku uciekł z domu, aby dołączyć do wspólnoty monastycznej tworzącej się wokół mnicha Korneliusza Komelskiego, o którym wcześniej opowiadali mu rodzice. Mnich przyjął go przychylnie i przyjął do monasteru, nadając imię Cyryl. Po kilku latach rodzice zakonnika dowiedzieli się, w którym klasztorze przebywa ich zbiegły syn, jednak jego ojciec po przybyciu do wspólnoty nie był w stanie rozpoznać go w prowadzącym surowe życie ascecie. Ostatecznie pod wpływem przykładu Cyryla sam złożył śluby zakonne, przyjmując imię Warsonofiusz. Również matka Cyryla została mniszką.
Po śmierci ojca Cyryl Nowojezierski opuścił Monaster Korniliewsko-Komelski i udał się na północ, by prowadzić życie pustelnicze w lasach. Według hagiografii żywił się w tym okresie jedynie trawą i korą drzewną. Swoją pustelnię opuszczał jedynie okazjonalnie, by udać się do Pskowa lub Nowogrodu na pielgrzymkę do szczególnie czczonych relikwii świętych. Następnie udał się nad Jezioro Białe, a następnie Jezioro Nowe, gdzie miał mieć widzenie, w którym anioł nakazał mu pozostać w tym właśnie miejscu. Cyryl zamieszkał na wyspie Krasnej, gdzie zbudował budynki na potrzeby przyszłego monasteru męskiego, w tym dwie cerkwie. Przyjął święcenia kapłańskie. Nadal prowadził bardzo surowy tryb życia, oparty na modlitwie i poście; chodził boso i wykonywał prace fizyczne w klasztorze. Kilkakrotnie jego monaster był napadany przez rozbójników; według hagiografii kilkakrotnie pojawienie się mnicha udaremniło planowaną kradzież, gdyż jego słowa przemawiały do napastników tak bardzo, że rezygnowali ze swoich pierwotnych zamiarów. Mnichowi przypisywano również moc leczenia chorych siłą swojej modlitwy oraz dar przepowiadania przyszłości. Zmarł 4 lutego 1532 w założonym przez siebie klasztorze. Już po swojej śmierci Cyryl Nowojezierski miał czynić kolejne cuda, uzdrawiając m.in. dwóch chorych mnichów ze swojego monasteru.